# 恋する幸せスイーツ
『恋する幸せスイーツ』（こいするしあわせスイーツ）は、BSフジで2005年6月から2011年2月まで毎年定期放送されていたグルメ情報番組（特別番組）。明治製菓（現：明治）の冠スポンサー番組。正式な番組タイトルは、2006年から2009年9月までの放送分は『恋する〜』のあとに放送年が付き、2009年12月以降は「明治製菓presents」が頭に付く。

## 概要
毎回、一流パティシエ2名を迎えてテーマに合わせた番組特製オリジナルスイーツ（スペシャリテ）をそれぞれ作ってもらう。星野真里がコンシェルジュとして番組案内役を務め、番組の最後に2人が作ったスイーツをグルメリポートするほか、ミニコーナーで自ら料理をする。なお、対決形式ではないため料理の優劣はつけない。調理場面での匠の技の紹介に加え、これまでのキャリアや仕事への想いなど2人の素顔がドキュメンタリータッチで紹介される。
コーナー
- おうちで幸せスイーツ

出演パティシエの1人が家庭でも手軽に出来るスイーツの作り方を紹介、星野がパティシエの前で実践する。エンディング前のミニコーナー。

## 出演
- 星野真里 - コンシェルジュ

## スタッフ
- ナレーター：窪田等
- 撮影：一木知英
- 構成：飯野ナツ
- 演出：伊藤仟夜里、岡美鶴
- プロデューサー：松原憲郎、橋本美穂
- 制作協力：共同テレビ
- 制作著作：フジテレビ

## 放送リスト
| 回                                  | 初回放送日         | サブタイトル       | シェフ                           |
| 恋する幸せスイーツ                  | 恋する幸せスイーツ | 恋する幸せスイーツ | 恋する幸せスイーツ               |
| ----------------------------------- | ------------------ | ------------------ | -------------------------------- |
| 1                                   | 2005年6月25日      | Season1            | 本橋雅人、横田秀夫               |
| 2                                   | 2005年9月23日      | Season2            | 日高宣博、及川太平               |
| 3                                   | 2005年12月16日     | Season3            | 鎧塚俊彦、朝田晋平               |
| 4                                   | 2006年月日         | Season4            | 太田秀樹、堀江新                 |
| 恋する幸せスイーツ2006              |                    |                    |                                  |
| 5                                   | 2006年7月22日      | Season1            | 中川二郎、後藤順一               |
| 6                                   | 2006年9月22日      | Season2            | 神田広達、横溝春雄               |
| 7                                   | 2006年12月15日     | Season3            | 金子美明、望月完次郎             |
| 恋する幸せスイーツ2007              |                    |                    |                                  |
| 8                                   | 2007年2月2日       | Season1            | 五十嵐宏、和泉光一               |
| 9                                   | 2007年6月1日       | Season2            | 桜井修一、山本光二               |
| 10                                  | 2007年8月3日       | Season3            | 魵澤信次、林正明                 |
| 11                                  | 2007年10月19日     | Season4            | 河田勝彦、永井紀之               |
| 恋する幸せスイーツ2008              |                    |                    |                                  |
| 12                                  | 2008年2月1日       | バレンタインSP     | 安食雄二、中島眞介               |
| 13                                  | 2008年5月30日      | スプリングSP       | 杉本都香咲、藤本美弥             |
| 14                                  | 2008年8月8日       | サマーSP           | 藤田統三、野澤孝彦               |
| 15                                  | 2008年12月5日      | クリスマスSP       | 塩谷茂樹、福田 雅之              |
| 恋する幸せスイーツ2009              |                    |                    |                                  |
| 16                                  | 2009年2月6日       | バレンタインSP     | サントス・アントワーヌ、木村成克 |
| 17                                  | 2009年5月8日       | スプリングSP       | 横田秀夫、岡本公一               |
| 18                                  | 2009年9月11日      | サマーSP           | 藤生義治、西野之朗               |
| 明治製菓presents 恋する幸せスイーツ |                    |                    |                                  |
| 19                                  | 2009年12月18日     | クリスマスSP       | 生野剛哉、磯崎賢博               |
| 20                                  | 2010年2月5日       | バレンタインSP     | 市川幸雄、藤本智美               |
| 21                                  | 2010年5月14日      | スプリングSP       | 武井晴峰、藤川浩史               |
| 22                                  | 2010年8月6日       | サマーSP           | 鈴木一夫、田中二朗               |
| 23                                  | 2010年12月17日     | クリスマスSP       | 高野幸一、興野燈                 |
| 24                                  | 2011年2月5日       | バレンタインSP     | 及川太平、井上佳哉               |